# Xã Grant, Quận Johnson, Arkansas
Xã Grant (tiếng Anh: Grant Township) là một xã thuộc quận Johnson, tiểu bang Arkansas, Hoa Kỳ. Năm 2010, dân số của xã này là 1.377 người.